# Asphondylia struthanthi
Asphondylia struthanthi är en tvåvingeart som först beskrevs av Rubsaamen 1916.  Asphondylia struthanthi ingår i släktet Asphondylia och familjen gallmyggor. Inga underarter finns listade i Catalogue of Life.